# 新竹FC女子足球隊
新竹FC女子足球隊，簡稱新竹FC，是台灣的女子足球俱樂部，成立於2014年，於2014年-2017年賽季參與 台灣木蘭足球聯賽 。

## 簡介
當台灣木蘭足球聯賽還在籌備期時，新北市政府原先有意以贏得中華民國全國運動會女子足球賽事金牌的新北市代表隊為基礎，籌組一支女子足球隊參與聯賽，惟最後一刻新北市政府放棄計畫，於是新竹縣政府接手了組隊計畫。因此，新竹縣政府支持的新竹FC成為了參賽2014年首屆木蘭聯賽的四個球隊之一。最終球隊以4勝4和4敗的成績獲得首屆木蘭聯賽亞軍。
其吉祥物「五色鳥」也是新竹縣的縣鳥，身上的五種顏色與奧運五環相同，象徵未來不僅於國內創下佳績，更能在國際賽場上發光發熱。
2017年賽季結束後，新竹FC退出木蘭聯賽。

## 隊職員及球員名單
更新日期：2017年4月17日
| 總領隊   | 邱鏡淳 |
| 領隊     | 江太平 |
| 總教練   | 陳文發 |
| 守門教練 | 謝志君 |
| 助理教練 | 余祥義 |
| 助理教練 | 陳惠玟 |
| 體能教練 | 徐煒杰 |
| 管理     | 李怡靜 |
| 防護員   | 鴻宗穎 |

註釋：國旗表示球員在國際足聯資格規則定義的國家隊。球員可能擁有一個以上非國際足聯國籍。
| 號碼 |          | 位置 | 球員                       |
| ---- | -------- | ---- | -------------------------- |
| 1    | 臺灣地區 | 门将 | 蔡明容（ 1989 年1月23日）  |
| 2    | 臺灣地區 | 后卫 | 陳思涵（ 1998 年11月21日） |
| 3    | 臺灣地區 | 后卫 | 謝亞琪（ 1992 年12月14日） |
| 4    | 臺灣地區 | 后卫 | 薛雅蓮（ 1979 年1月5日）   |
| 5    | 臺灣地區 | 中场 | 粘菁云（ 2002 年2月18日）  |
| 6    | 臺灣地區 | 中场 | 林慈慧（ 1990 年10月4日）  |
| 7    | 臺灣地區 | 前锋 | 楊雅涵（ 1991 年3月1日）   |
| 8    | 臺灣地區 | 中场 | 藍美芬（ 1983 年9月25日）  |
| 9    | 臺灣地區 | 中场 | 李明恕（ 1979 年3月22日）  |
| 10   | 臺灣地區 | 后卫 | 陳品卉（ 1988 年8月4日）   |
| 11   | 臺灣地區 | 前锋 | 林玉惠（ 1984 年7月28日）  |
| 12   | 臺灣地區 | 中场 | 胡若梅（ 1999 年1月12日）  |

| 號碼 |          | 位置 | 球員                            |
| ---- | -------- | ---- | ------------------------------- |
| 13   | 臺灣地區 | 前锋 | 陳巧倚（ 2001 年11月22日）      |
| 14   | 臺灣地區 | 中场 | 謝宜玲（ 1988 年1月15日）       |
| 15   | 臺灣地區 | 后卫 | 游育婷（ 2000 年4月2日）        |
| 16   | 臺灣地區 | 前锋 | 林雅惠（ 1991 年11月27日）      |
| 17   | 臺灣地區 | 中场 | 蔡欣芸（1984年6月24日， 隊長 ） |
| 18   | 臺灣地區 | 门将 | 許瑗庭（ 1998 年12月17日）      |
| 19   | 臺灣地區 | 前锋 | 梁凱柔（ 1999 年3月26日）       |
| 20   | 臺灣地區 | 后卫 | 洪麗敏（ 1974 年9月16日）       |
| 22   | 臺灣地區 | 后卫 | 陳若瑋（ 2001 年11月18日）      |
| 23   | 臺灣地區 | 前锋 | 林欣卉（ 2002 年2月6日）        |
| 76   | 臺灣地區 | 后卫 | 王佳玉（ 1987 年9月24日）       |

## 過往球員
註釋：國旗表示球員在國際足聯資格規則定義的國家隊。球員可能擁有一個以上非國際足聯國籍。
| 號碼 |          | 位置 | 球員                                   |
| ---- | -------- | ---- | -------------------------------------- |
| 2    | 臺灣地區 | 中场 | 黃湘羚（ 1997 年9月25日） (2014)       |
| 3    | 臺灣地區 | 后卫 | 李翊岐 (2014)                          |
| 5    | 日本     | 后卫 | 百武江梨（ 1983 年7月2日） (2014)      |
| 14   | 臺灣地區 | 后卫 | 曾雯婷（ 1996 年5月17日） (2014)       |
| 15   | 臺灣地區 | 后卫 | 陳曉萱 (2014)                          |
| 15   | 臺灣地區 | 前锋 | 曾淑娥（ 1984 年9月6日） (2014)        |
| 19   | 臺灣地區 | 后卫 | 吳宛芸（ 1991 年9月30日） (2014)       |
| 20   | 臺灣地區 | 后卫 | 鄭仕捷 (2014)                          |
| 3    | 臺灣地區 | 后卫 | 李岱瑾（ 1991 年12月18日） (2015)      |
| 5    | 臺灣地區 | 后卫 | 林婉如（ 1998 年3月2日） (2015)        |
| 6    | 臺灣地區 | 中场 | 黃彥婷（ 1996 年1月17日） (2014-2015)  |
| 12   | 臺灣地區 | 中场 | 高培玲（ 1996 年12月23日） (2014-2015) |
| 13   | 臺灣地區 | 中场 | 林嘉慧（ 1988 年11月16日） (2014-2015) |
| 14   | 臺灣地區 | 中场 | 魏采萍（ 1992 年3月28日） (2015)       |
| 18   | 臺灣地區 | 门将 | 邱鈺婷（ 1996 年11月9日） (2015)       |
| 19   | 臺灣地區 | 后卫 | 徐子喬（ 1993 年10月11日） (2015)      |
| 20   | 臺灣地區 | 后卫 | 林采莉（ 1996 年12月4日） (2015)       |
| 22   | 臺灣地區 | 后卫 | 張維娠（ 1999 年1月8日） (2015)        |
| 23   | 臺灣地區 | 前锋 | 許翊筠（ 1997 年4月29日） (2015)       |
| 2    | 臺灣地區 | 后卫 | 鍾慈恩（ 2000 年1月18日） (2015-2016)  |
| 4    | 臺灣地區 | 中场 | 陳惠玟（ 1987 年12月12日） (2014-2016) |
| 5    | 臺灣地區 | 前锋 | 陳燕萍（ 1991 年8月21日） (2016)       |
| 9    | 臺灣地區 | 中场 | 李雅茹（ 1988年7月12日） (2014-2016)   |
| 12   | 臺灣地區 | 中场 | 黃怡珊（ 1988 年8月9日） (2016)        |
| 13   | 臺灣地區 | 后卫 | 黃鈺珊（ 1992 年9月8日） (2016)        |
| 14   | 臺灣地區 | 后卫 | 李怡靜（ 1988 年3月6日） (2015-2016)   |
| 16   | 臺灣地區 | 中场 | 羅淑云（ 1997 年10月28日） (2014-2016) |
| 21   | 臺灣地區 | 中场 | 廖櫻灣（ 1977 年5月31日） (2014、2016) |
| 22   | 臺灣地區 | 中场 | 朱亞珍（ 1998 年6月29日） (2016)       |
| 23   | 臺灣地區 | 门将 | 廖汶琪（ 1997 年8月8日） (2016)        |

## 外部連結
- 新竹FC女子足球隊的Facebook專頁
- 中華民國足球協會 （页面存档备份，存于）